# Штейнберг, Акива Петрович
Аки́ва Петро́вич (Пи́нхусович, Пи́нкусович) Ште́йнберг (при рождении Кива Пинхусович; 1875 или 1877, Одесса — ок. 1955, Москва) — русский и советский врач, учёный в области социальной гигиены, публицист.

## Биография
Родился в Одессе в купеческой семье: отец был занят в пароходстве и зерноторговле. Получив диплом провизора, продолжил обучение на медицинском факультете Императорского Новороссийского университета (диплом лекаря получил в 1911 году).
Жил в Одессе на улице Канатной, 62, и принимал больных там же, специализируясь на внутренних, детских и нервных заболеваниях. Состоял членом Союза борьбы за освобождение рабочего класса, подвергался гласному надзору полиции. С началом Первой мировой войны был мобилизован в качестве военного врача. 29 января 1915 года был удостоен звания почётного гражданина.
В годы гражданской войны работал заведующим губздравотделом Одесской области.
В 1921 году переехал в Москву, где к нему вскоре присоединилась семья (жена и двое детей). Был главным врачом Городской Маросейской амбулатории и Центральной школы профдвижения, членом правления «Резинотреста», с 1924 года — консультантом ВЦСПС, врачом в Железноводске. Разработал ряд материалов по социальному страхованию для культотдела ВЦСПС. Член ВКП(б) с 1924 года.

## Семья
- Жена — Злата (Зинаида) Моисеевна Штейнберг (в девичестве Азовская, 1877 — ок. 1970)[1], фельдшер. Её брат — журналист Давид Моисеевич Азовский.
  - Сын — Аркадий Акимович Штейнберг, поэт, переводчик и художник[7][8].
    - Внуки — художники Эдуард Штейнберг и Борух Штейнберг (1938—2003).

## Публикации
- Медицинская помощь застрахованным: Краткое руководство для работником профсоюзов и страховых организаций. М.: Вопросы страхования, 1923. — 110 с.; 2-е изд., испр. и доп. — М. 1925. — 138 с.
- Страхкассы и медпомощь. М.: Вопросы страхования, 1923. — 32 с.; 2-е изд., испр. и доп. — М.: Вопросы труда, 1925. — 128 с.; 3-е изд. — М.: Вопросы труда, 1926. — 125 с.
- Зачем нужно рабочему социальное страхование? М.: Московский губернский совет профессиональных союзов, 1923. — 54 с.
- Что дает рабочему социальное страхование? 2-е изд., испр. и доп. — М.: Издательство М.Г.С.П.С., 1923. — 64 с.; 3-е изд., перераб. и доп. — М.: Труд и книга, 1924. — 76 с.; 4-е изд., перераб. и доп. — М.: Труд и книга, 1925. — 184 с.
- Социальное страхование (Краткие итоги, задачи и перспективы). М.: Труд и книга, 1924. — 33 с.
- Социальное страхование: Конспект лекций для широкой рабочей аудитории. 2-е изд. — М.: ВЦСПС, 1924. — 143 с.; 3-е изд., перераб. и доп. (с приложением таблиц по страховой статистике). — М.: Издательство ВЦСПС, 1925. — 166 с.
- Организация медпомощи и заболеваемость рабочих (Материалы к страховой кампании в помощи пропагандистам). М.: Вопросы труда, 1924. — 37 с.
- Женщина и социальное страхование. М.: Труд и книга, 1925. — 27 с.
- Заболеваемость московских рабочих в 1923 году. М.: Издательство ВЦСПС, 1925. — 64 с.
- Заболеваемость застрахованных в Москве в 1923-24 г. и задачи страхового просвещения (Доклад, сделанный на совещании Президиумов Московских губернских страховых касс). М.: Труд и книга, 1925. — 16 с.
- Октябрь и социальное страхование. М.: Труд и книга, 1925. — 48 с.
- Социальное страхование в С.С.С.Р. (с диапозитивами). М.: Издательство ВЦСПС, 1925. — 46 с.